# Haukivuori

Wappen der ehemaligen Gemeinde Haukivuori

Haukivuori ist Ort in Ostfinnland und war bis 2006 eine selbständige Gemeinde. Zum 1. Januar 2007 wurde Haukivuori in die Stadt Mikkeli eingemeindet. 
Die Gemeinde bestand seit 1873 und umfasste neben dem Kirchdorf (finnisch kirkonkylä) Haukivuori und dem Bahnhofsdorf (Asemankylä) die Orte Häkkilä, Kantala, Nykälä, Pitkäaho, Moilala, Pohjalahti, Tervalahti, Tuliniemi und Taipale. Der alte Ortskern ist das Kirchdorf; die heutige Pfarrkirche wurde 1951 aus Ziegeln erbaut, nachdem der 1790 erbaute hölzerne Vorgängerbau 1949 ausgebrannt war. In den 1950er Jahren wurde die Gemeindeverwaltung in das einige Kilometer südlich gelegene Bahnhofsdorf verlegt, das heute auch den Siedlungsschwerpunkt darstellt.
Die Landschaft um Haukivuori ist von zahlreichen Seen und nacheiszeitlichen Höhenrücken geprägt. Der 165,7 m hohe Saksalanharju ist der wohl größte Drumlin Europas.
In sportlicher Hinsicht ragt Haukivuori als Austragungsort der ersten Weltmeisterschaft im Sumpfvolleyball heraus. Sie fand vom 29. bis 30. Juni 2006 im Sumpfgelände Rajasuo statt. 

## Söhne und Töchter
- Sari Essayah (* 1967), Leichtathletin und Politikerin

Koordinaten: 62° 1′ N, 27° 12′ O